# Trygåskölen
Trygåskölen este o arie protejată (arie specială de conservare — SAC, sit de importanță comunitară — SCI) din Suedia întinsă pe o suprafață de 1.419,5 ha, integral pe uscat.

## Localizare
Centrul sitului Trygåskölen este situat la coordonatele 61°45′50″N 13°19′38″E / 61.764°N 13.3271°E.

## Înființare
Situl Trygåskölen a fost declarat sit de importanță comunitară în aprilie 2004 pentru a proteja un număr necunoscut de specii din flora spontană și fauna sălbatică aflate în arealul zonei. Situl a fost protejat și ca arie specială de conservare în martie 2011.

## Biodiversitate
Situată în ecoregiunea boreală, aria protejată conține 12 habitate naturale: Mlaștini împădurite, Taiga vestică, Păduri de conifere pe eskere fluvioglaciare sau legate la acestea, Lacuri și iazuri distrofice naturale, Mlaștini alcaline, Turbării Aapa, Cursuri de apă de la nivel de câmpie la nivel montan, cu vegetație Ranunculion fluitantis și Callitricho-Batrachion, Pajiști uscate europene, Izvoare fino-scandinave și mlaștini produse de izvoare bogate în minerale, Păduri fino-scandinave bogate în ierburi cu Picea abies, Mlaștini turboase de tranziție și turbării mișcătoare, Liziere de ierburi înalte hidrofile de câmpie și de nivel montan până la alpin.
La baza desemnării sitului se află un număr nedeclarat de specii protejate.